# Зник і знайшовся
«Зник і знайшовся» («Пропал и нашёлся») — радянський художній фільм 1976 року, знятий режисером Ігорем Ясуловичем на Кіностудії ім. М. Горького.

## Сюжет
Батьки Сергія їдуть у відрядження і він залишається під опікою сусіда дядька Шури. В цей час дядько Шура одружується, і у його шестирічної доньки Каті з'являється нова мати Надія Василівна. Якось пропадає Катина собачка Малюк. Сергій вирішує знайти Малюка.

## У ролях
- Слава Перов — Сергій
- Олена Прудникова — Надія Василівна
- Альберт Філозов — дядько Шура
- Дар'я Мальчевська — Катя
- Сашко Торопов — Петька
- Надія Самсонова — епізод

## Знімальна група
- Режисер — Ігор Ясулович
- Сценарист — Володимир Железніков
- Оператор — Володимир Архангельський
- Композитор — Едуард Артем'єв
- Художник — Галина Анфілова